# وبحو
وبحو (بالصومالية: Wabxo)‏، هي بلدة صغيرة في محافظة جلجدد جنوب الصومال، تبعد عن عيل بور، 43 كم و تبعد عن العاصمة مقديشو 333 كم.
في 5 يونيو 2009 شهدت وبحو معركة وبحو بين تحالف حزب الإسلام و حركة الشباب ومليشيا موالية لتنظيم أهل السنة والجماعة المتحالفة مع الحكومة الاتحادية الانتقالية الصومالية، وأسفرت المعركة عن مقتل أكثر من 123 في واحدة من أعنف المعارك خلال الحرب الأهلية الصومالية.